# Groupe de NGC 4936
Le groupe de NGC 4936 comprend au moins sept galaxies situées dans les constellations du Centaure et de l'Hydre. La distance moyenne entre ce groupe et la Voie lactée est d'environ 52,8 Mpc (∼172 millions d'al). 

## Membres
Le tableau ci-dessous liste les sept galaxies du groupe indiquées dans l'article de A.M. Garcia paru en 1993.
| Nom        | Constellation | Class.     | Type          | α (J2000.0)   | δ (J2000.0)  | Vitesse radiale (km/s) | m            | Distance (Mpc) | Diamètre (kal) |
| ---------- | ------------- | ---------- | ------------- | ------------- | ------------ | ---------------------- | ------------ | -------------- | -------------- |
| NGC 4936   | Centaure      | E0         | Elliptique    | 13h 04m 16.9s | -30° 31′ 35″ | 3117 ± 8               | 10,7         | 50,4 ± 3,6     | 220            |
| NGC 4955   | Hydre         | E2         | Elliptique    | 13h 06m 04.8s | -29° 45′ 15″ | 3462 ± 10              | 12,2         | 55,5 ± 3,9     | 185            |
| ESO 443-39 | Hydre         | S0?        | Lenticulaire  | 13h 03m 02.9s | -30° 47′ 35″ | 3043 ± 18              | 12,33 ± 0,09 | 49,4 ± 3,5     | 83             |
| ESO 443-54 | Centaure      | S?         | Lenticulaire? | 13h 04m 50.0s | -30° 14′ 39″ | 3188 ± 25              | 12,43 ± 0,09 | 51,5 ± 3,6     | 76             |
| ESO 443-55 | Centaure      | SAB(r)0/a? | Lenticulaire  | 13h 04m 50.6s | -30° 29′ 26″ | 3536 ± 40              | 12,95 ± 0,09 | 56,6 ± 4,0     | 80             |
| ESO 443-59 | Hydre         | SA(s)d     | Spirale       | 13h 05m 35.0s | -28° 27′ 33″ | 2293 ± 10              | 12,49        | 38,3 ± 2,7 A   | 99             |
| ESO 443-66 | Hydre         | S0?        | Lenticulaire  | 13h 06m 10.9s | -29° 43′ 37″ | 3303 ± 4               | 13,34 ± 0,09 | 53,2 ± 3,8     | 55             |

- A Cette galaxie n'appartient sûrement pas à ce groupe. Il existe d'ailleurs sept mesures indépendantes du décalage qui confirment cette distance. Ces mesures donnent une valeur de 36,386 ± 9,138 Mpc (∼119 millions d'al)[4].

Le site DeepskyLog permet de trouver aisément les constellations des galaxies mentionnées dans ce tableau ou si elles ne s'y trouvent pas, l'outil du site constellation permet de le faire à l'aide des coordonnées de la galaxie. Sauf indication contraire, les données proviennent du site NASA/IPAC.